# Thomas Astruc
Thomas Astruc (Parigi, 18 gennaio 1975) è un regista e sceneggiatore francese.

## Biografia
Animatore e storyboard artist, ha lavorato a serie come W.I.T.C.H. e Totally Spies!. La sua fama è principalmente legata alla serie d'animazione Miraculous - Le storie di Ladybug e Chat Noir (prodotta da Zagtoon, Method Animation e Toei) di cui è autore, oltre che regista e sceneggiatore della maggior parte degli episodi.
Ha diretto anche due episodi speciali tratti dalla serie, Miraculous World: New York - Eroi Uniti (2020), e Miraculous World: Shanghai - La leggenda di Ladydragon (2021).

## Filmografia

### Regista
- Mikido - serie TV (2007)
- Wakfu - serie TV, 01x07 (2009)
- Miraculous - Le storie di Ladybug e Chat Noir (Miraculous: Les aventures de Ladybug et Chat Noir) - serie TV, 131 episodi (2015 - in corso)
- Miraculous World: New York - Eroi Uniti (Miraculous World: New York, les Héros Unis) - special TV (2020)
- Miraculous World: Shanghai - La leggenda di Ladydragon (Miraculous World: Shanghai, la Légende de Ladydragon) - special TV (2021)
- Miraculous World: Paris, les aventures de Toxinelle et Griffe Noire - special TV (2023)

### Storyboard Artist
- Diabolik - serie TV (1997)
- Doc Eureka - serie tv (2000)
- Wasabi (2001)
- Bécassine: Le Trésor viking (2001)
- Asterix & Obelix: Missione Cleopatra (2002)
- Totally Spies! (2001)
- Code Lyoko (2003)
- W.I.T.C.H. (2005)
- Ethelbert the tiger (2005)
- Marsupilami (2012)
- Lolirock (2015)

### Animatore
- Blake e Mortimer (1997)
- Bob Morane (1998)

### Doppiatore
- Miraculous - Le storie di Ladybug e Chat Noir (Gamer, Animaestro, Gamer 2.0, Queen Banana) (2015 - in corso)